# علاءالدین یحیی
علاءالدین یحیی (عربی: علاء الدين يحيى؛ زاده ۲۶ سپتامبر ۱۹۸۱) یک بازیکن فوتبال اهل تونس است که در پست مدافع میانی بازی می‌کند.
وی همچنین در تیم ملی فوتبال تونس بازی کرده‌است.